# Beate Klarsfeld
Beate Klarsfeld (* 13. února 1939, Berlín, Německo), rozená Beate Auguste Künzel, je německá novinářka a protinacistická aktivistka.
Společně se Serge Klarsfeldem (* 17. září 1935 v Bukurešti, Rumunsko) se po přijetí domova v Paříži, jako manželé, v roce 1963 zavázali zdokumentovat holokaust a realizovat další antinacistické aktivity. Jsou nazýváni lovci nacistů.

## Život Beate a Serge
Beate se narodila jako dcera vojáka Wehrmachtu. V roce 1966 byla propuštěna z práce v Deutsch Französisches Jugendwerk (francouzsko-německá Alliance pro jih) poté, co začala vést kampaň proti německému kancléři Kurtu Georgovi Kiesingerovi kvůli jeho nacistické minulosti. Získala mezinárodní pozornost, když v roce 1968 Kiesingera fyzicky napadla (dala mu facku), za což byla odsouzena k jednomu roku vězení. Jejím advokátem byl Horst Mahler.
V srpnu 1970 byla zatčena ve Varšavě komunistickými úřady a vyhoštěna z Polska, protože protestovala proti antisionismu.
Serge Klarsfeld byl zatčen v Německu a v Sýrii, když pronásledoval Aloise Brunnera a dožadoval se jeho vydání. Klarsfeldovi byli také zapojeni do vyhledávání a stíhání Klause Barbieho, René Bousqueta, Jeana Leguaye, Maurice Papona a Paula Touviera za jejich válečné činy.
V roce 1984 Serge a Beate Klarsfeld vyhráli proces ve Francii, když vedli tažení proti bývalému generálnímu tajemníkovi OSN Kurtu Waldheimovi (později v roce 1986 zvolenému prezidentem Rakouska), který byl činný za války ve Wehrmachtu.
9. června 1979 byli Klarsfeldovi cílem bombového útoku na jejich automobil, v němž však nikdo nebyl zraněn. K útoku se přihlásila nacistická ODESSA, která požadovala, aby Klarsfeldovi zastavili pronásledování (bývalých) nacistů.
Serge a Beate Klarsfeldovi jsou mezinárodně známí svými protinacistickými aktivitami a protesty proti rasismu. V roce 1996 se připojili k protestům proti Radovanu Karadžićovi a Ratko Mladićovi, souzeným za válečné zločiny a genocidu v bývalé Jugoslávii. Za podporu Izraele však byli odsouzeni antisionistickými elementy.[zdroj?]
Jejich aktivity byly označené za příliš kruté a příliš unáhlené několika soudy ze západní Evropy. Antinacistická kampaň Klarsfeldových byla zdramatizovaná v roce 1986 ve filmu nazvaném Nacistický lovec: příběh Beate Klarsfeldové.
V roce 2012 kandidovala jako nestranice na německou prezidentku za socialisticko-komunistickou stranu Die Linke.

## Život Serge Klarsfelda před sňatkem
Serge Klarsfeld strávil válečné roky ve Francii. V roce 1943 byl jeho otec unesený SS v Nice, po zátahu objednaném od Aloise Brunnera, a byl pak deportovaný do koncentračního tábora Osvětim, kde zemřel v plynové komoře. Mladý Serge vyrůstal v domově pro židovské děti ovládaném OSE (Ouvre de Secours Enfants); jeho matka a sestra také nepřežily válku.